# Konstantin VIII.
Konstantin VIII. (grč. Κωνσταντῖνος Η΄, Kōnstantinos VIII)  (o. 960. – 11. studenog 1028.), bizantski car, prvo kao suvladar brata Bazilija II. od 976. do 1025., a potom samostalan vladar od 1025. do 1028. godine. Zanemarivao je upravljanje Carstvom i odao se životnim užicima, a upravu je prepustio drugima. Nije imao muških potomaka sa svojom ženom, caricom Helenom, već dvije kćeri, Zoe i Teodoru, pa je svojim nasljednikom proglasio carigradskog eparha Romana III. Argira, kojeg je oženio za svoju kćer Zoe.

## Poveznice
- Bizant
- Makedonska dinastija